# Golpe de Estado en Mali de 2020
El golpe de estado en Mali de 2020 se inició el 18 de agosto de 2020, cuando elementos de las Fuerzas Armadas de Malí iniciaron un motín. Tras el intento de una junta militar de gestionar el futuro del país y tras el bloqueo impuesto por la comunidad internacional concretado en la posición de los países vecinos de la CEDEAO ante la intención de situar a un militar al frente del país, la crisis se resolvió a finales de septiembre con el nombramiento de  Ba N'Daou el exministro de Defensa como Presidente de la República de Malí, el nombramiento del diplomático Moctar Ouane como primer ministro y el nombramiento el 5 de octubre de 2020 de un nuevo gobierno dando inicio a la transición de Mali de 2020.
Desde un principio  retuvieron al presidente Ibrahim Boubacar Keïta al primer ministro Boubou Cisse, al jefe del estado mayor del ejército y otros miembros del gobierno. Seis días después el presidente y el primer ministro continúan retenidos junto a otras 17 personas en el cuartel militar de Kati. Los golpistas justifican la acción por la inseguridad y la falta de recursos del ejército.
En la noche del 18 al 19 de agosto el presidente Keïta anunció a través de un discurso en la televisión nacional su dimisión, la disolución de la Asamblea Nacional y la dimisión del gobierno.  En su intervención explicó que no tenía otra elección que someterse a la voluntad de su ejército para evitar un baño de sangre y que lamentaba haber fracasado en enderezar del ejército. También declaró lamentar las muertes por la represión de los manifestantes entre el 10 y el 12 de julio de 2020.
El 19 de agosto los militares golpistas anunciaron la creación del Comité Nacional para la Salvación del Pueblo, para celebrar elecciones «en un plazo razonable» y restaurar la estabilidad. El anuncio fue trasmitido por el portavoz del grupo de militares rebeldes, el coronel-mayor Ismael Wague, jefe adjunto del Estado Mayor del ejército del aire, en la cadena estatal de televisión ORTM1 quien adelantó que dicho comité «invitará a la sociedad civil y a los movimientos sociales y políticos» para que se unan a ellos con el objetivo de «crear mejores condiciones políticas de una transición política civil que conduzca a unas elecciones generales creíbles». También señaló que «todos los acuerdos pasados» serían respetados y que la Misión de la ONU MINUSMA, la fuerza francesa de la Operación Barkhane, el G5 del Sahel, la fuerza especial Takuba, continuaban siendo sus socios, asegurando mantenerse en el marco del acuerdo de Argel firmado en 2015 entre el gobierno de Bamako y los grupos armados del norte del país. El coronel del ejército de Malí Assimi Goita se presentó como presidente del Comité Nacional para la Salvación del Pueblo. Issa Kaou N'Djim responsable de la Coordinación de organizaciones, movimientos y simpatizantes del imán Mahmoud Dicko confirma que se han producido «contactos interpersonales» con los militares golpistas y considera que la declaración de los militares es «conforme a (sus) reivindicaciones».
El Consejo de Seguridad de la ONU en una reunión de urgencia pidió a los militares golpistas que regresaran a las casernas de inmediato y que restablezcan el Estado de derecho para recuperar el orden constitucional. La Unión Africana y la Comunidad Económica de Estados de África Occidental (CEDEAO) han suspendido a Malí como Estado miembro. También se informó que los países miembros de la CEDEAO han decidido «cerrar todas las fronteras terrestres y aéreas» con Malí y «detener todos los flujos y transacciones económicas, comerciales y financieras» con el país y enviar a Malí una delegación de «alto nivel» para «restablecer el orden constitucional» en el país.
El jueves 20 de agosto el Comité Nacional para la Salvación del Pueblo anunció la reapertura de fronteras aéreas y terrestres desde las 00.00 horas del viernes 21 de agosto, asegurando a la población que se tomarían todas las medidas de seguridad para asegurar la buena circulación de personas y sus bienes.
Del sábado 22 al lunes 24 de agosto una delegación de la CEDEAO con el expresidente nigeriano Goodluck Jonathan como jefe de la delegación, negoció con los militares golpistas. Después de tres jornadas de debate intenso no se logró el acuerdo de que se devolviera el poder a las autoridades civiles. El domingo 23 de agosto por la noche se anuncia la propuesta de la junta militar: una transición de tres años dirigida por un órgano presidido por un militar que será al mismo tiempo Jefe del Estado y con mayoría de miembros militares. Se acepta liberar al presidente depuesto Ibrahim Boubacar Keïta retenido desde el martes. En un comunicado la CEDEAO explica su posición: considera aceptable un gobierno interino encabezado por un civil o un oficial militar retirado con una duración de seis a nueve meses y máximo de 12 meses. El viernes 28 de agosto la CEDEAO celebra una reunión para discutir los siguientes pasos y en la inauguración el presidente nigerino que asume la presidencia de la organización insiste en el retorno de los civiles la poder.
En la madrugada del 26 al 27 de agosto, una semana después de haber sido detenido, el presidente Keïta fue trasladado a su residencia donde se encuentra bajo vigilancia.

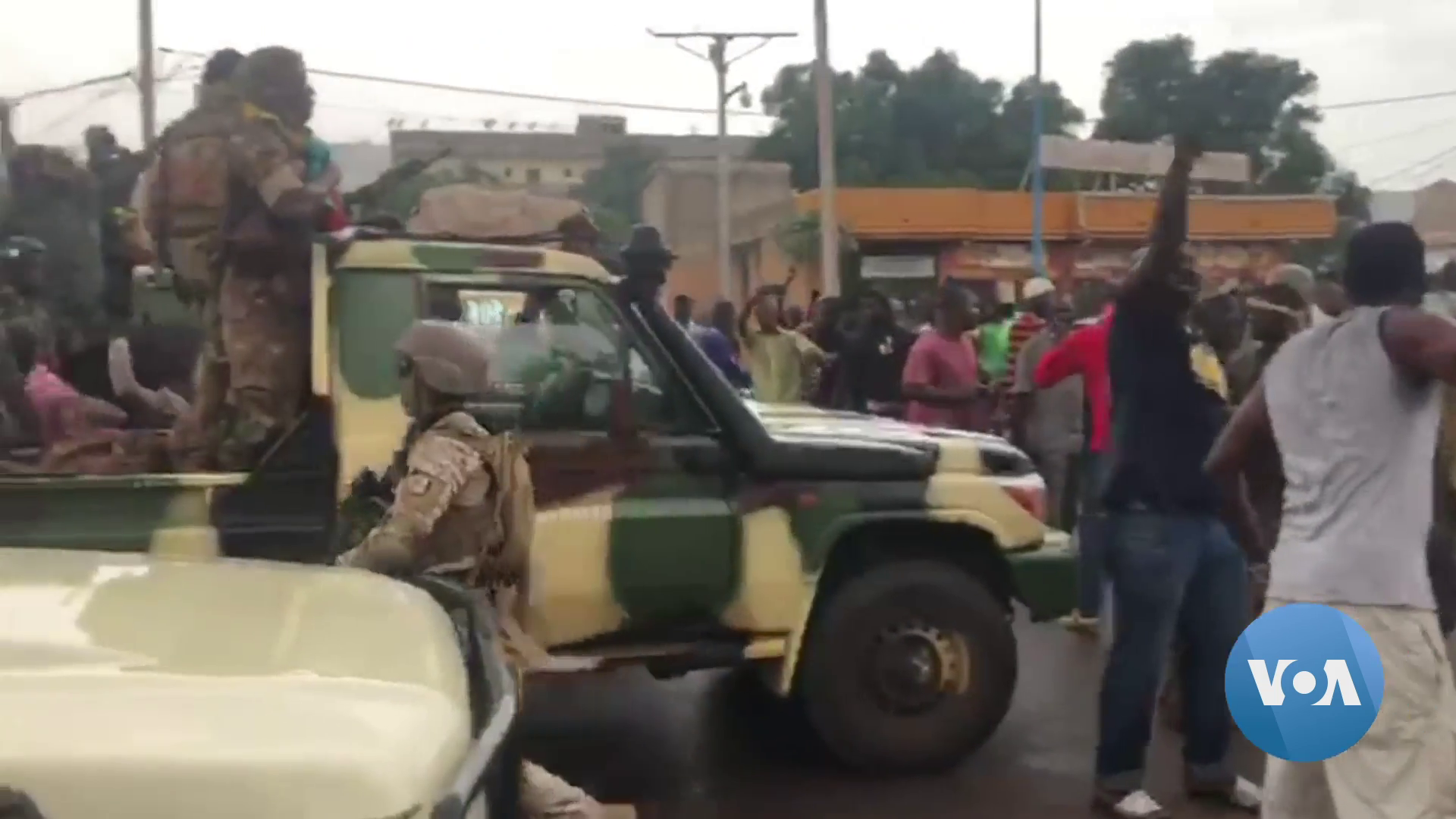
Calles de Bamako en agosto de 2020

El 30 agosto estaba prevista una primera reunión entre la sociedad civil y la junta militar para establecer la transición. A esta reunión no fue invitado el movimiento M5-RFP que manifestó su protesta y sus líderes acusaron a los militares de "confiscar" el cambio. También el imán Mahmoud Dicko acusó a los militares de cortar con quienes deberían estar implicados en la transición advirtiéndoles que no tendrían "carta blanca". Dicko considera que tres años es demasiado tiempo para una transición y propone 18 meses. Finalmente por sorpresa la reunión se desconvocó el mismo sábado invocando cuestiones de organización.  Horas después se aseguraba que tras un encuentro con los líderes del M5J y el Comité Nacional para la Salud del Pueblo sobre las 21.00 del sábado "se habían disipado todo mal entendido".
Ese mismo día la junta militar confirmó que desde la publicación de un acta fundamental en el Diario oficial de Malí del 27 de agosto de un acta fundamental el coronel Assimi Goïta estaba ya proclamado como jefe del Estado. El 31 de agosto el Movimiento 5 de Junio hace pública su propuesta a la Junta militar para la transición política.
El 5 de septiembre se inician unas "Jornadas de Concertación Nacional" para establecer los "términos de referencia" de la transición. La ceremonia de apertura estuvo presidida por el coronel Malick Diaw, primer vicepresidente del Comité Nacional para la Salvación del Pueblo. También se han convocado reuniones en otros puntos del país. Más de 500 participantes respondieron a la invitación de la junta militar: representantes de partidos políticos de todo tipo, sindicatos, organizaciones de la sociedad civil y grupos armados del Norte signatarios del acuerdo de paz de 2015, a excepción de ex rebeldes de la CMA que, si bien reafirman su compromiso de "colaborar con el CNSP", denuncian un "diletantismo poco tranquilizador" en la organización de esta consulta. Los jóvenes de M5-RPF han sido autorizados a participar en los diferentes grupos de trabajo.
El 25 de septiembre de 2020 Ba N'Daou  el exministro de Defensa, coronel-mayor retirado, asumió la presidencia interina de Malí y el líder del golpe Coronel Assimi Goita asumió la vicepresidencia del país por un periodo no superior a 18 meses. Dos días después, se nombró al diplomático Moctar Ouane primer ministro cumpliendo así con la condición principal de la CEDEAO para el levantamiento de sanciones: que quien liderara la transición fuera un civil.
El 5 de octubre de 2020 se nombró el nuevo gobierno de Malí dando inicio a la transición de Malí de 2020 tras el golpe de Estado. Un día después la CEDEAO anunció el levantamiento de las sanciones impuestas tras el golpe de Estado. También se anunció la liberación del opositor Soumaila Cissé después de seis meses secuestrado en Tombuctú y de la cooperante francesa Sophie Petronin, secuestrada el 24 de diciembre de 2016 en Gao.  Estaban detenidos por el Grupo de Apoyo al islam y a los musulmanes. La noticia llegó después de que durante el fin de semana previo las autoridades liberaran a 180 o 200 yihadistas encarcelados y fue confirmada por la presidencia de la república el 8 de octubre de 2020.

## Antecedentes
La protesta empezó a finales de marzo, cuando el líder opositor Soumaila Cissé fue secuestrado durante la campaña para las elecciones legislativas. La ira cristalizó el 29 de marzo cuando la Corte Constitucional revocó el resultado de alrededor de 30 distritos electorales. 
Los manifestantes, organizados en una coalición heterogénea de jefes religiosos, políticos y sociedad civil denominado Movimiento del 5 de junio - Unión de las Fuerzas patrióticas de Malí (M5-RPF) y liderados especialmente por el imán Mahmoud Dicko estaban descontentos con la gestión de la lucha contra la insurgencia y las acciones de los grupos yihadistas en el norte del país, la supuesta corrupción del gobierno y una economía en dificultades. Más de 5000 militares franceses están desplazados en el Sahel, principalmente en la zona de Malí, en el marco de la operación antiyihadista Barkhane.
Desde el 5 de junio se estaban registrado semanalmente multitudinarias protestas reclamando la dimisión del presidente Ibrahim Boubacar Keïta.  El 10 de julio, una manifestación convocada por el Movimiento 5 de junio, bajo la bandera de «desobediencia civil», degeneró en ataques contra el Parlamento y contra la televisión nacional, después de en tres días de disturbios civiles. Las fuerzas de seguridad respondieron a las protestas. La oposición habla de 23 muertos y más de 150 heridos por la represión. El primer ministro reconoció 11 muertos y la ONU habla de 14 muertos.
El 18 de julio los grupos de protesta rechazaron la mediación de la CEDEAO.
La CEDEAO medió en la crisis y convocó una cumbre el 27 de julio para proponer una solución, pero sus recomendaciones, al no incluir la salida de presidente, no contentaron a los opositores y no permitieron reducir la inestabilidad.
El 17 de agosto la oposición anunció nuevas manifestaciones para reclamar la salida del presidente Keïta y prometía ocupar la plaza simbólica del corazón de Bamako.
El 18 de agosto se produjo el levantamiento militar.

## Primeros momentos

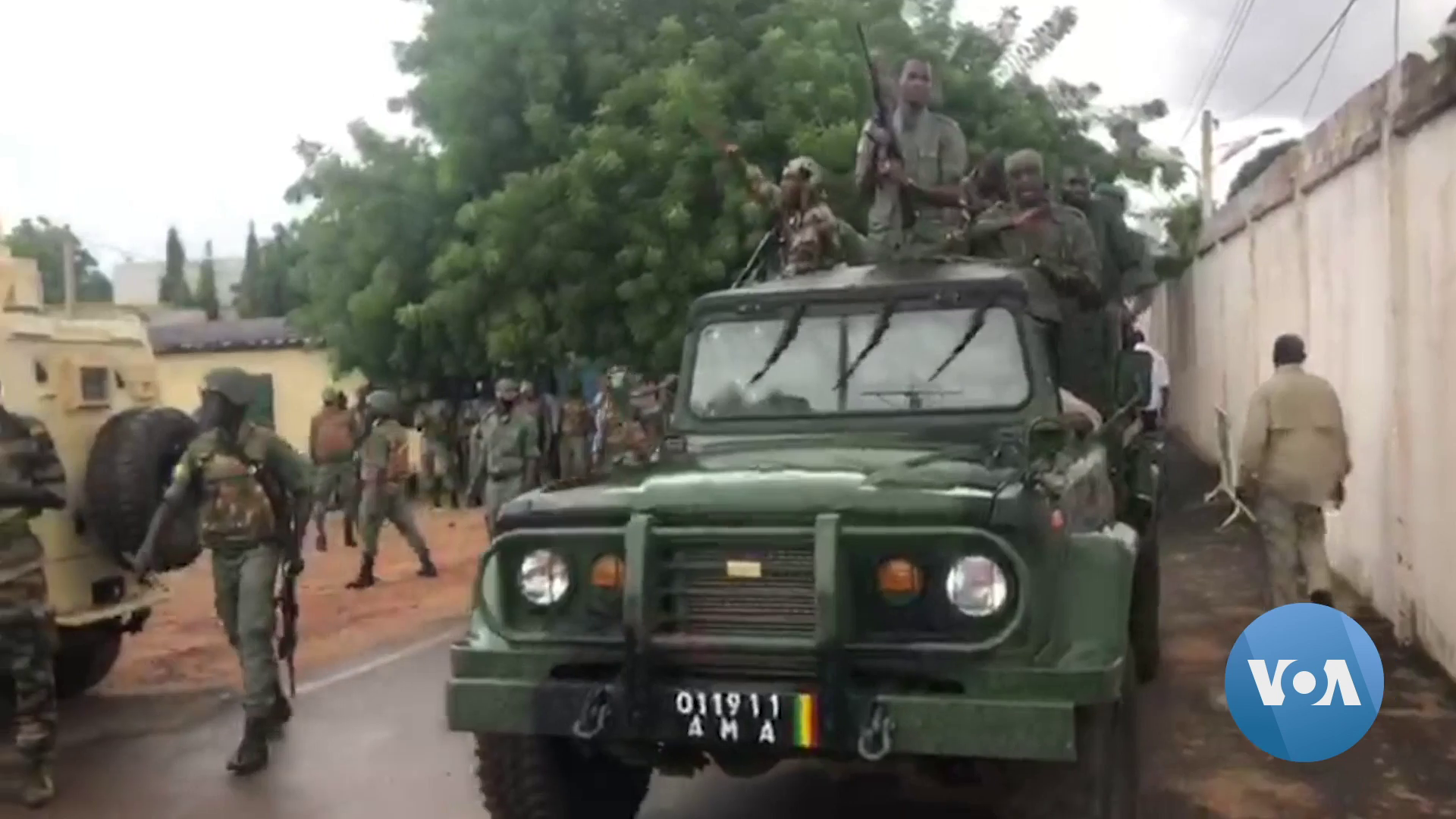
Calles de Bamako en agosto de 2020

Soldados en camionetas irrumpieron en la base militar de Soundiata Keïta en la ciudad de Kati, donde se intercambiaron disparos antes de que se distribuyeran las armas de la armería y arrestaran a los oficiales superiores. Se trata del mismo cuartel en el que se inició también el golpe de Estado en Malí de 2012. Tanques y vehículos blindados ocuparon las calles de la ciudad, y camiones militares que se dirigieron a la capital, Bamako donde se procedió a la detención del presidente Ibrahim Boubacar Keïta y del primer ministro Boubou Cisse.
Los amotinados de las Fuerzas Armadas de Malí, detuvieron al ministro de Finanzas Abdoulaye Daffe, jefe de Estado Mayor de la Guardia Nacional, y Moussa Timbiné, presidente de la Asamblea Nacional. El primer ministro Boubou Cisse hizo un llamamiento al diálogo con los amotinados, reconociendo que tenían «frustraciones legítimas».
Los golpistas lanzaron un ultimátum para que el presidente Ibrahim Boubacar Keïta se rindiera antes de las 14.00 horas. Al no responder al ultimátum los militares se dirigieron a su residencia de Sebenikoro en Bamako donde el presidente se encontraba junto a su hijo, el diputado Karim Keïta, y el primer ministro Cisse. Durante la detención se produjeron intercambio de tiros y varios de los miembros de la guardia del presidente murieron durante el tiroteo. Fue arrestado a las 16.30 horas.
Un líder del motín afirmó que el presidente y Cissé habían sido arrestados en la residencia del primero en Bamako. El presidente de la Comisión de la Unión Africana, Moussa Faki, confirmó que Keïta, Cissé y otros funcionarios habían sido arrestados y pidió su liberación. Un portavoz de la coalición de oposición M5-RFP acogió con satisfacción su detención y la describió como una «insurrección popular».
A medida que se difundió la noticia del motín, cientos de manifestantes se reunieron en el Monumento a la Independencia de Bamako para exigir la renuncia de Keïta. Los manifestantes también incendiaron un edificio del Ministerio de Justicia.
Issa Kaou N'Djim, coordinador general de la Coordinación de movimientos, asociaciones y simpatizantes (CMAS) del Imán Mahmoud Dicko, figura principal del M5-RFP, aunque evitó asociarse con el movimiento militar, dijo la tarde del martes que su formación consideraba que una «salida pacífica del Presidente de la República evitaría el caos»

## Desarrollo
El presidente de Malí, Ibrahim Boubacar Keïta, dimitió según informes de la televisión estatal y también disolvió el gobierno y el parlamento. «No quiero que se derrame sangre para mantenerme en el poder» agregó.

«Quisiera en este preciso momento, mientras agradezco al pueblo maliense su apoyo a lo largo de estos largos años y la calidez de su afecto, comunicarles mi decisión de dejar mis funciones, todas mis funciones, a partir de este momento. Y con todas las consecuencias legales: la disolución de la asamblea nacional y la del gobierno»

Tras la renuncia el ejército a las 3 A.M. hora de Malí del 19 de agosto, los militares golpistas a través del portavoz  el coronel-mayor Ismael Wague, jefe adjunto del Estado Mayor del Aire, anunciaron la creación de un Comité Nacional para la Salvación del Pueblo en una intervención en la cadena estatal de televisión ORTM1 adelantando que dicho comité «invitará a la sociedad civil y a los movimientos sociales y políticos» para que se unan a ellos con el objetivo de «crear mejores condiciones políticas de una transición política civil que conduzca a unas elecciones generales creíbles».
También pidió a las organizaciones internacionales y subregionales que «les acompañen por el bienestar de Malí». Dijo que la Misión Multidimensional Integrada de Estabilización de las Naciones Unidas (Minusma), la fuerza antijihadista francesa «Barkhane», el G5 Sahel (que agrupa a cinco países de la región), la fuerza Takuba (un grupo de fuerzas especiales de la Unión Europea que deben acompañar a los malienses en el combate) «seguir siendo nuestros socios». «Todos los acuerdos alcanzados» serán respetados, aseguró, afirmando que los militares están «ligados al proceso de Argel», el acuerdo de paz firmado en 2015 entre Bamako y los grupos armados del norte del país. Observó: «No estamos interesados en el poder, pero estamos interesados en la estabilidad del país, que nos permitirá organizar elecciones generales en un período de tiempo razonable para permitir que Malí construya instituciones sólidas».
El coronel Assimi Goita se presentó como líder del Comité Nacional para la Salvación del Pueblo, para celebrar elecciones «en un plazo razonable» y restaurar la estabilidad. 

### 20 de agosto
El jueves 20 de agosto el Comité Nacional para la Salvación del Pueblo anunció la reapertura de fronteras aéreas y terrestres desde las 00.00 horas del viernes 21 de agosto, asegurando a la población que se tomarían todas las medidas de seguridad para asegurar la buena circulación de personas y sus bienes.
Los detenidos por los golpistas siguen estando en el cuartel de Kati. Un equipo de responsables de derechos humanos de Naciones Unidas pudo reunirse en la noche del jueves 20 al viernes 21 con el presidente depuesto Ibrahim Boubacar Keïta y otras personalidades arrestadas. Keïta asegura que son 17 las personas, además del expresidente y el primer ministro están todavía retenidas. Se ha confirmado la reunión pero no se ha informado del contenido. La MINUSMA ha hecho un tuit sobre ello.
Han sido liberados el exministro de Finanzas y Economía Abdoulaye Daffé y Sabane Mahalmoudou secretario particular del presidente Keïta.

### 21 de agosto
Miles de personas acudieron a la llamada de la oposición del M5-RFP para festejar en el centro Bamako la salida del presidente, en el mismo sitio donde se habían celebrado en los últimos meses las concentraciones y los militares golpistas, Malick Diaw, número dos del Comité Nacional para la Salvación del Pueblo o su portavoz el coronel-mayor Ismaël Wagué fueron acogidos con aplausos. «Hemos venido a agradecer al pueblo de Malí su apoyo. Sólo hemos hecho el trabajo que vosotros empezasteis» declaró Wagué, explicando que por «un impedimento de última hora» no estaba presente el hombre fuerte de la junta militar, el coronel Assimi Goïta. Uno de los dirigentes del M5-RFP aseguró que «no ha habido golpe de Estado, no hay junta, tenemos a malienses que han asumido sus responsabilidades» por otro lado el imán Mahmuoud Dicko líder principal ha pedido a la población «volver a la mezquita», antes de agradecer a los golpistas y hacer un llamamiento para «cazar los demonios de la división».

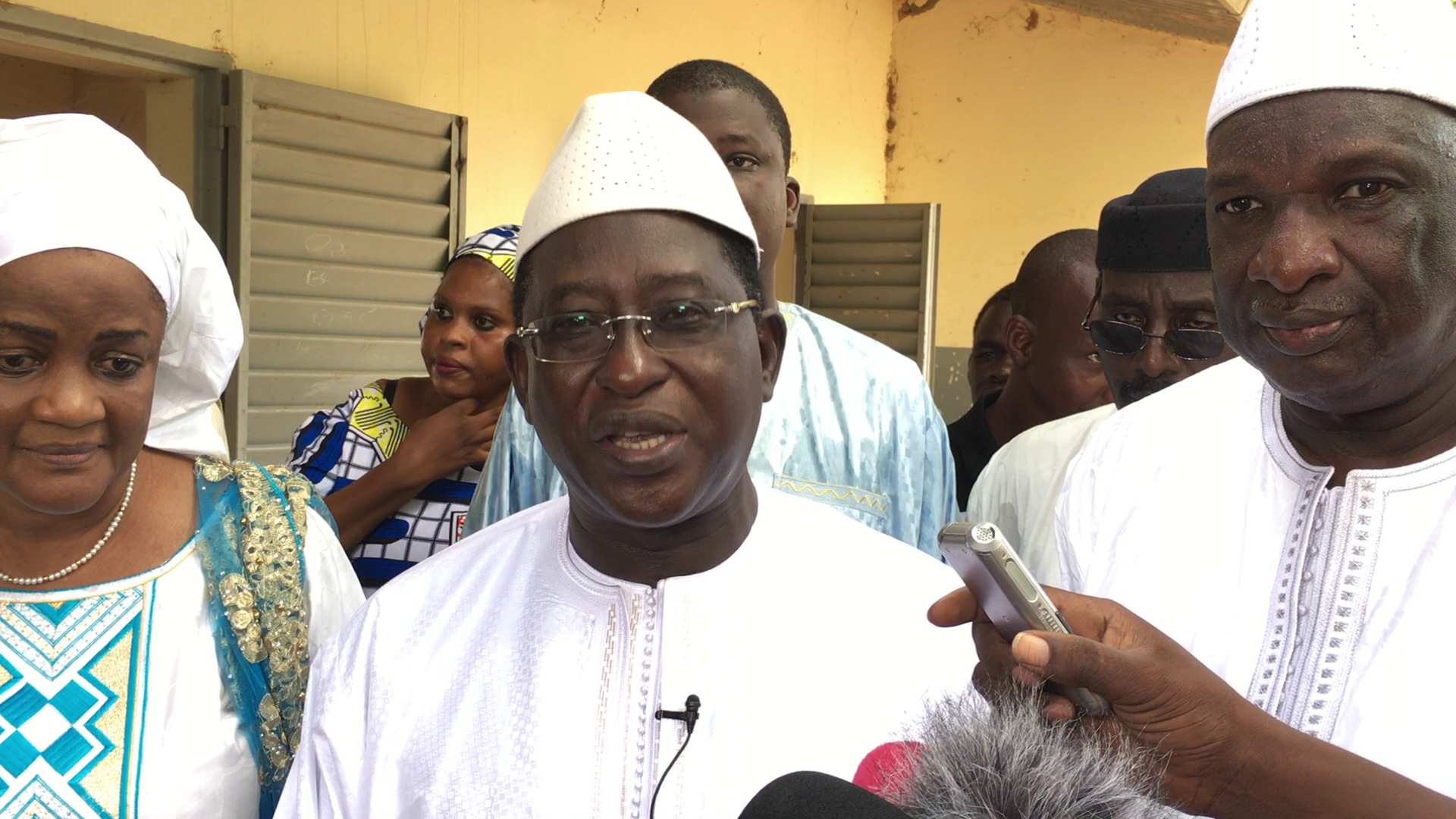
Sumaila Cissé líder de la oposición secuestrado desde el 29 de marzo

El Comité Internacional de la Cruz Roja (CICR) informó que Cissé había podido enviar cartas a su familia. siendo la primera prueba de vida en cinco meses. Su liberación fue una de las reivindicaciones en las protestas de la oposición en Malí que llevaron al golpe de Estado el 18 de agosto de 2020. Finalmente fue liberado el 6 de octubre de 2020.

### 22 de agosto
Llega a Bamako una comisión de la Comunidad Económica de Estados de África Occidental CEDEAO dirigida por dirigé por el expresidente nigeriano Goodluck Jonathan para entrevistarse con la junta militar y reunirese con el expresidente Keïta.
Se celebra en Bamako una manifestación de los partidarios del presidente liderada principalmente por militantes del partido del presidente Reagrupación Por Malí. Es la primera que se celebra en apoyo de Keïta desde el golpe del martes. La protesta acaba con disturbios y enfrentamientos entre participantes y partidarios de los golpistas.
4 soldados muertos y uno gravemente herido por un artefacto explosivo al paso de su vehículo en el centro de Malí, en la región de Koro cerca de la frontera con Burkina Faso.

### Negociaciones con la CEDEAO
Del sábado 22 de agosto al lunes 24 de agosto una delegación de la CEDEAO con el expresidente nigeriano Goodluck Jonathan como jefe de la delegación, negocia con los militares golpistas. El domingo 23 de agosto por la noche se anuncia la propuesta de la junta militar: una transición de tres años dirigida por un órgano presidido por un militar que será al mismo tiempo Jefe del Estado y con mayoría de miembros militares. Se acepta liberar al presidente depuesto Ibrahim Boubacar Keïta retenido desde el martes. El lunes 24 de agosto las conversaciones con la delegación de la CEDEAO continúan.

### 26 de agosto
La Unión Europea suspende temporalmente las actividades de sus dos misiones militares en Malí. Está dispuesta a reanudarlas con el restablecimiento del orden constitucional y cuando los militares  regresen a sus cuarteles. El contingente español que debía partir el 25 de agosto ha anulado el desplazamiento. La UE tiene en estos momentos dos misiones en la zona, EUCAP-Sahel, que incluye a Niger además de Mali y EUTM Malí , para el entrenamiento del ejército de Malí. Francia sin embargo mantiene la Operación Barkhane.

### 25 de septiembre - Ba N'Daou  presidente interino

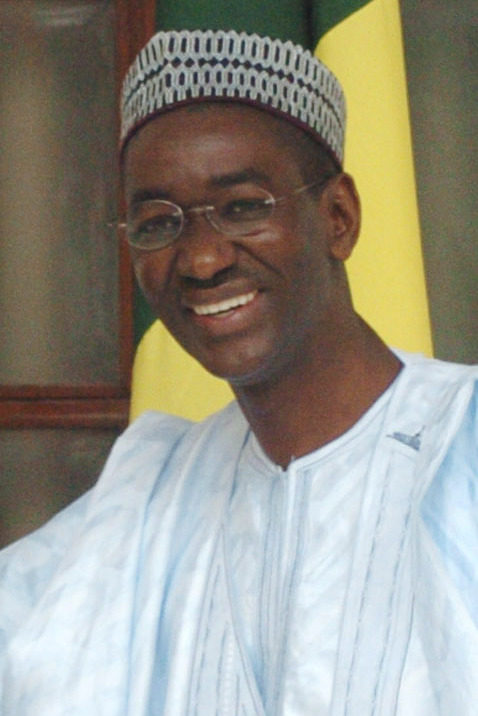
Moctar Ouane, primer ministro de Malí

El 21 de septiembre de 2020 la televisión de Malí informó que el exministro de Defensa, coronel-mayor retirado, Ba N'Daou había sido nombrado presidente interino de Malí y que el líder del golpe Coronel Assimi Goita asumiría la vicepresidencia del país. El 25 de septiembre de 2020 Ba N'Daou tomó posesión con el compromiso de no estar en la presidencia interina más de 18 meses en una ceremonia en la capital. El líder del golpe Coronel Assimi Goita asumió la vicepresidencia en una ceremonia en la capital. La toma de posesión del nuevo presidente dio inicio formalmente al periodo de transición de 18 meses que debe desembocar en nuevas elecciones.

### 27 de septiembre - Moctar Ouane primer ministro
Dos días después de la toma de posesión del presidente interino, se hizo público el nombramiento de Moctar Ouane como primer ministro. Se cumplió así con una de las principales condiciones de la CEDEAO para levantar las sanciones a Malí: que quien liderara la transición fuera un civil. Ouane es diplomático de carrera y fue Ministro de Exteriores de 2004 a 2011. Desde 2016 era delegado general para la paz y la seguridad de la comisión de la Unión Económica y Monetaria de África Occidental.

### 1 de octubre - Carta de transición
El 1 de octubre se promulga en el diario oficial la Carta de transición de Malí que plantea el marco de la transición de Malí tras el golpe de Estado.
Se establecen tres órganos transitorios:
- El Consejo Nacional de Transición que actuará como asamblea nacional y que estará integrado por 121 miembros divididos entre las fuerzas de defensa y seguridad, la coalición de oposición (M-5), partidos políticos, periodistas, sociedad civil, religiosos, diáspora, jóvenes y mujeres. Este organismo tendrá las prerrogativas de una asamblea.
- El primer ministro
- El vicepresidente

Establece inmunidad para los autores del golpe de Estado y la junta militar renuncia a que el vicepresidente de la República, Assimi Goita, pueda reemplazar al presidente en caso de impedimento, una exigencia clave de la CEDEAO para el levantamiento de sanciones.

### 5 de octubre - Gobierno de transición
El 5 de octubre de 2020 se nombró el nuevo gobierno de Malí dando inicio a la transición de Malí de 2020 tras el golpe de Estado. En el nuevo gobierno los militares golpistas se reservan los ministerios clave de seguridad y control territorial. La CEDEAO anunció el levantamiento de las sanciones impuestas tras el golpe de Estado.

## Perfiles de los militares amotinados

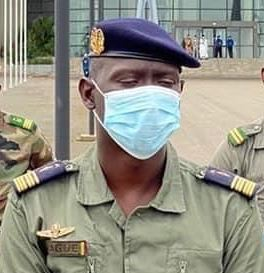
Miembros del Comité Nacional para la Salvación del Pueblo, directorio de la junta gobernante en Mali. Los dos hombres al frente son Ismaël Wagué (izquierda), portavoz, y el coronel Malick.

La primera referencia de quienes acompañaban al coronel Assimi Goita que preside el Comité Nacional para la Salvación del Pueblo fue en su aparición pública en un estudio de televisión menos de 24 horas después del inicio del golpe. Junto a Goitia estaban otros cuatro coroneles: Malick Diaw, Sadio Camara, Modibo Kolé, jefe del Grupo de la guardia de Mopti e Ismaël Wague, de la misma promoción, amigos entre ellos y próximos a la estructura jerárquica del Ejército de Malí.
El coronel Assimi Goita que preside el Comité Nacional para la Salvación del Pueblo es comandante del Batallón Autónomo de Fuerzas Especiales y Centros de Guerra (BAFS-CA). Tiene amplia experiencia en la lucha contra los grupos yihadistas. Desplegado en el norte de Malí en la frontera con Argelia y en operaciones externas en Darfur. Ha estado formado en Malí, Gabón, Alemania y Estados Unidos.
El coronel Malick Diaw, es vicepresidente del Comité Nacional para la Salvación del Pueblo, Subjefe del cuartel militar de Kati cuando se inició el golpe. Considerado el coordinador militar en el golpe de Estado. Se según una fuente cercana al general Dembélé, "era el encargado de acceder a la armería". Se encontraba entrenando en Rusia cuando fue llamado por sus compañeros unas semanas antes del golpe de Estado, para finalizar la organización.
Ismael Wage, portavoz del Comité Nacional para la Salvación del Pueblo, subjefe de personal de la Fuerza Aérea.
Coronel Sadio Camara antiguo director del cuartel de Kati. Algunos medios de comunicación lo identifican como uno de los "cerebros del golpe". Ha servido en el norte de Malí y jefe de la Guardia Nacional. Formado en Rusia. De permiso en Bamako cuando se produjo el golpe.
Algunos analistas apuntan al general Cheick Fanta Mady Dembélé como el "cerebro silencioso" del grupo, aunque su papel en el golpe todavía no está claro. Dembélé ha sido entrenado por Francia se graduó de la Escuela de Estado Mayor de Koulikoro y tiene una licenciatura en historia de la Universidad de París I Pantheon Sorbonne, así como una maestría en ingeniería civil. Hasta ahora era director general de la institución de mantenimiento de la paz Alioune blondin BEYE después de haber estado a cargo de la gestión de conflictos y la planificación estratégica en la Comisión de Paz y Seguridad de la Unión Africana.
Otros medios de comunicación apuntan la creciente influencia de Rusia en África y la posibilidad de que pase a primera línea en la región del Sahel.

## Reacción internacional

### Jornada del 18 de agosto de 2020
- La Comunidad Económica de Estados de África Occidental (CEDEAO), organismo que en las últimas semanas ha intentado la mediación para encontrar una solución pacífica a la crisis condenó el derrocamiento del presidente Kéita, negó la legitimidad de los golpistas exigiendo el restablecimiento del orden institucional, suspendió a Malí de todos los órganos de toma de decisiones de la CEDEAO con efecto inmediato, decidió el cierre de todas las fronteras terrestres y aéreas, así como la interrupción de todos los flujos y transacciones económicos, comerciales y financieros entre países. También invita a todos los países miembros a hacer lo mismo. Anuncia por otro lado que continuará con las labores de mediación.[67]

- El G5 Sahel, la alianza regional de la que forma parte Malí junto a Mauritania, Níger, Chad y Burkina Faso y cuyo principal cometido es la lucha antiterrorista, ha condenado el golpe y defendido el orden constitucional en el país, además de reclamar la liberación del expresidente y otros altos cargos detenidos.  Los mandatarios de los otros cuatro Estados miembros han instado a los malienses a seguir la vía del diálogo pacífico para resolver los problemas internos actuales y se han mostrado dispuestos a ayudar par una «solución pacífica a esta crisis de extrema gravedad»[8]

### Organismos internacionales
- Josep Borrell, Alto Representante de la Unión Europea para Asuntos Exteriores y Política de Seguridad, condenó el golpe de Estado y llamó al diálogo y anunció que se están estableciendo contactos para decidir la respuesta de la comunidad internacional al motín.[68]
- El presidente de la Comisión de la Unión Africana, Moussa Faki, condenó el arresto de Keïta, Cisse y otros funcionarios gubernamentales y pidió su liberación.[69]

- El Consejo de Seguridad de la ONU anuncia una reunión de urgencia a puerta cerrada el miércoles a petición de Francia y Níger.

#### Representantes nacionales
- El ministro de Relaciones Exteriores de Francia, Jean-Yves Le Drian, instó a los amotinados a regresar a sus cuarteles y dijo que Francia condenó "en los términos más enérgicos este grave evento".[47]
- El enviado especial de Estados Unidos para la región africana del Sahel, J. Peter Pham, emitió un comunicado en el que decía que Estados Unidos "se opone a todos los cambios inconstitucionales de gobierno, ya sea en las calles o por parte de las fuerzas de seguridad".[42]
- Rusia expresó su preocupación por el golpe.[70]

### Jornada del 19 de agosto
- El Consejo de Seguridad de la ONU en una reunión de urgencia exige a los militares que «vuelvan de inmediato a las casernas». También reclaman la liberación «inmediata» de todos los dirigentes arrestados y «subrayan la necesidad de restablecer el Estado de derecho y recuperar el orden constitucional».[10]
- Argelia, que comparte 1400 kilómetros de frontera con Malí y es anfitrión del acuerdo de Argel de 2015 firmado entre el gobierno de Malí y los rebeldes independentistas tuareg ha «reiterado su firme rechazo a todo cambio anticonstitucional del gobierno», señalando que «la doctrina de la Unión Africana en materia de respeto al orden constitucional no puede ser objeto de ninguna violación» haciendo un llamamiento a todas las partes para que se resuelva la crisis de forma rápida y recordando que «solo las urnas constituyen la vía para acceder al poder y la legitimidad».[7][50]
- Marruecos ha hecho un llamamiento a una «transición pacífica, permitiendo el retorno rápido en el marco constitucional»[7]

### Jornada del 20 de agosto
La CEDEAO anunció el envío inmediato de una delegación de «alto nivel» a Malí para «restablecer el orden constitucional» en el país y volvió a pedir restituir al ahora expresidente Ibrahim Boubacar Keita, en el poder después de que este dimitiera en el marco de un golpe de Estado. Al igual que la Unión Africana, suspende a Malí como Estado miembro. En un comunicado difundido tras una reunión telemática, han indicado, además, la decisión de «cerrar todas las fronteras terrestres y aéreas» con Malí y «detener todos los flujos y transacciones económicas, comerciales y financieras» con el país.